# Hull a pelyhes fehér hó
A Hull a pelyhes fehér hó egy sok nyelven, több szövegváltozattal elterjedt gyermekdal, dallama egy francia pásztordalból származik, gyermekdalként először francia szöveggel vált ismertté a 18. században. A magyar változat szövegét Rossa Ernő írta.
A dallamot Mozart tette ismertté és számos klasszikus feldolgozása született, a klasszikus feldolgozásokról bővebben itt: Ah! vous dirai-je, maman.
| Szerző                  | Mire            | Mű                      | Előadás |
| ----------------------- | --------------- | ----------------------- | ------- |
| Törzsök Béla            | két szólam      | Hull a pelyhes fehér hó |         |
| Wolfgang Amadeus Mozart | ének és zongora | C-dúr variációk         | [ 1 ]   |
| Petres Csaba            | két furulya     | Tarka madár, 148. kotta |         |

## Kotta és dallam
A magyar szöveg Rossa Ernő szerzői joga miatt nem közölhető.

## Története
Henri-Irénée Marrou francia történész szerint a dallam eredetileg egy francia pásztordal volt 1740 körül, melyhez a szöveget viszonylag később adták. A dallamot először 1761-ben publikálták. 1774-ben jelent meg először a dallam és a szöveg együtt nyomtatásban a Recueil de Romances by M.D.L. (Charles de Lusse) második kötetében, melyet Brüsszelben adtak ki La Confidence naïve címen.

## A gyermekdal szövegváltozatai
A francia gyermekdal szövegének kezdete: Ah! vous dirai-je, maman.
A magyar szöveget Rossa Ernő (1909–1972) dalszövegíró, karnagy, zenepedagógus, zeneszerző, a Munkásőrinduló és a Lenin-dal szerzője írta.
Angol nyelvterületen több szöveggel is éneklik ezt a dallamot. Az egyik legismertebb a Twinkle, twinkle, little star, Jane Taylor (1783–1824) The Star című verse (1806), a másik az Alphabet Song, melyben a gyerekek végigéneklik az ábécé betűit, a harmadik a Baa, Baa, Black Sheep kezdetű bölcsődal.
Más népek más szöveggel ismerik: a törököknél a Daha Dün Annemizin iskolai ének, Hollandiában eredetileg egy részeges, toprongyos asszonyról szólt az Altijd is Kortjakje ziek. A spanyol változat közelebb áll a magyarhoz: a Campanita del Lugar Jézus születéséről szól. A német Morgen kommt der Weihnachtsmann kezdetű dalszöveget 1835-ben Hoffman von Fallersleben írta, és ez már a Télapóról szól, de mellette fegyverekről és katonákról is a szablyától a puskáig, gránátosoktól a muskétásokig - ezek persze a mai változatban már nem szerepelnek.

## Fordítás
- Ez a szócikk részben vagy egészben  az   Ah! vous dirai-je, maman című angol Wikipédia-szócikk ezen változatának fordításán alapul.  Az eredeti cikk szerkesztőit annak laptörténete sorolja fel. Ez a jelzés csupán a megfogalmazás eredetét és a szerzői jogokat jelzi, nem szolgál a cikkben szereplő információk forrásmegjelöléseként.

## Felvételek
- Hull a pelyhes fehér hó... YouTube (2012. december 23.)  (Hozzáférés: 2016. augusztus 13.) (audió) ének, zenekar
- Mikulás váró dal (dalszöveggel) - Hull a pelyhes fehér hó. YouTube (2013. november 26.)  (Hozzáférés: 2016. augusztus 13.) (audió, képsorozat) egyszólamú gyerekkar, zenekar
- Hull a pelyhes. Kerekmese  YouTube (2013. november 15.)  (Hozzáférés: 2016. augusztus 13.) (videó)
- Hull a pelyhes fehér hó. YouTube (2014. december 16.)  (Hozzáférés: 2016. augusztus 13.) (videó) két furulya és zongora